# Folia Musei Rerum Naturalium Bohemiae Occidentalis
Folia Musei Rerum Naturalium Bohemiae Occidentalis (abreviado Folia Mus. Rerum Nat. Bohemiae Occid., Bot.) fue una revista científica con ilustraciones y descripciones botánicas que fue publicada en Pilsen en el año 1984. 